# Patxi Errementaria
Patxi Errementaria (Patxi el ferrer en basc) és un personatge de la mitologia basca. El nom actual generalitzat del llegendari ferrer és a causa de l'adaptació de l'antiga llegenda de Joxantonio Ormazabale. Encara que se'l compara amb Sant Dunstan, és una representació del poder dels ferrers a partir d'altres llegendes anteriors. Segons la llegenda era ferrer de professió i la seva característica principal era ser un personatge malvat o viciós. D'aquí aquest proverbi:
| « | Patxi Errementari, Gaizto eta Bihurri | » |

| « | Patxi el ferrer, malvat i entremaliat | » |

## Creences i supersticions sobre els ferrers

#### Ferrer i pastor

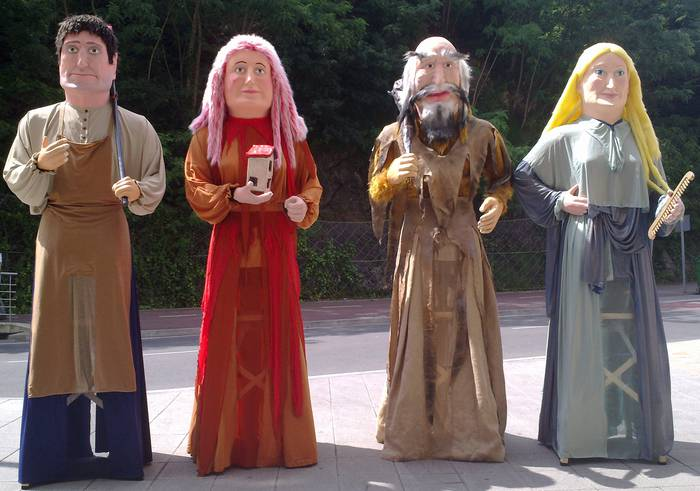
Els gegants d'Arrasate: Erementaria, Mari d'Anboto, Basajaun i Lamia (Kukubiltxo (grup teatral), 2011).

Tal com Tartalo, aquest Sant Dunstan sembla que va adoptar altres llegendes més antigues (podríem dir que va sincretitzar els immersos en el cristianisme). La llegenda del ferrer i pastor, molt estesa als Pirineus, es va convertir a vegades en diable i a vegades en Basajaun. Encara que a la mitologia basca avui el ferrer és conegut amb el nom de Patxi, no té nom a la resta de llegendes, però tothom ha conservat el seu caràcter malvat.

#### Ferrers divinitzats
Tenim el ferro com a testimoni de la superstició del poder màgic. El ferro es considera útil en les llegendes per sacsejar i ferir bruixes (Sorgina) i altres criatures de la nit (Gaueko). Les eines de l'edat del ferro, incloses les espases, eren més resistents que les eines anteriors fetes de bronze, pedra o fusta.
Els Basajaun són els testimonis d'aquest poder, perquè San Martinico va robar, entre altres coses, la manera de treballar el ferro.

#### El "ferrer" d'Itureno
Tenim un fuster famós a Iture, com diu la cançó popular, tenim un ferrer, perquè en alguns llocs el que s'anomena ferrer en d'altres s'anomena fuster. La cançó revela la seva capacitat per fondre la imatge de Sant Cristòbal i fer moviments amb ell. Si a això hi afegim la seva ira, podem dir amb seguretat que Erramun Joakin és un altre nom del llegendari ferrer.

#### El poder de les bruixes

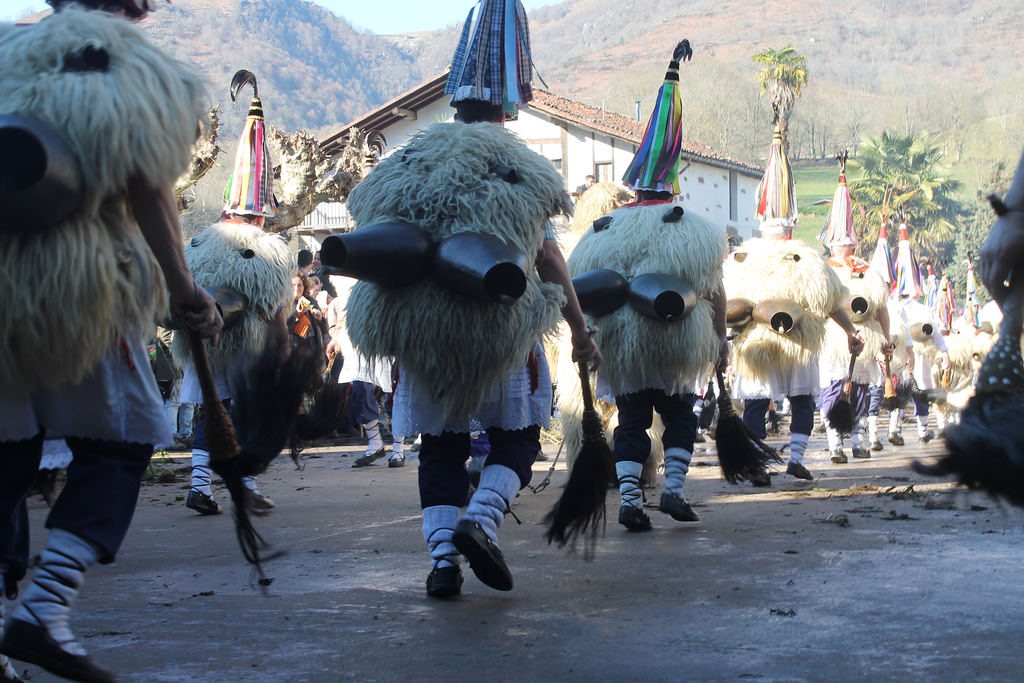
Joaldunak, Ttuntturroak o Zanpantzarrak, tots en un

Hem sentit els sons de les esquelles a través dels assistents als carnavals tan populars a Zubieta i Ituren. Les creences populars no coincideixen sobre el significat d'aquest costum. Algunes persones creuen que fan soroll per allunyar els dimonis o per despertar Amalur. Quan els iturencs anaven a Doneztebe, havien de passar per Elgorriaga i demanar permís a l'alcalde de la localitat d'aquesta manera:
| « | - Nola nahi duzu Elgorriagatik igarotzea, ixilik ala zintzarri yoka? Eta alkateak, herrian aurrez hildakon gorpurik ez bazegoen, erantzuten zien: - Yoka, yoka | » |
| — | |   |

| « | - Com vols passar per Elgorriaga, en silenci o fent soroll? I l'alcalde, si no hi havia cadàvers a la vila, els respongué: - Fent soroll, fent soroll! | » |

Podem sospitar que els sons del flauter podrien tenir el poder d'espantar les ànimes.

Sembla més correcte pensar que era per allunyar el mal. A Atizine, sembla que l'esquella s'utilitzava a les batalles per aquesta coneguda frase:
| « | gudariek burruka-tokian sartu zirala zintzarri ixilka | » |

| « | els guerrers havien entrat al lloc de la guerra en silenci | » |

Segons Azkue, per protegir els animals de la casa de Luzaide de la desgràcia, van posar llavors beneïdes i cera dins d'un gran zintzarri, i juntament amb aquests, l'os d'un ocell caçat sucat en aigua beneïda. Per descomptat, aquestes coses primer han de ser beneïdes pel sacerdot. Després es tanca i ben tapada es posa davant de la porta; per sobre hi passen moltons, ovelles i bous perquè d'aquesta manera quedin protegits.

#### Protecció contra el soroll del campanar

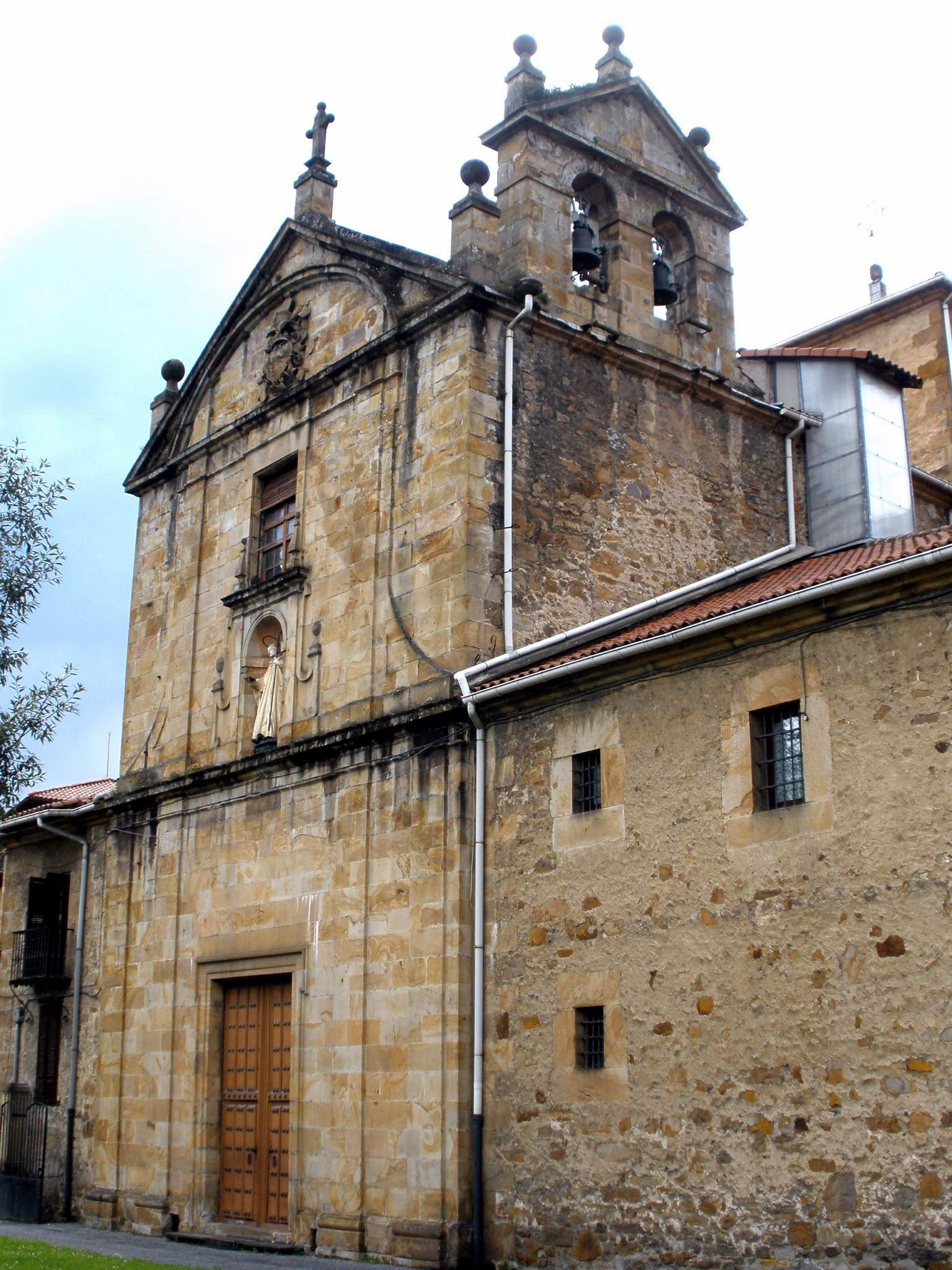
El so de les campanes de l'església va silenciar les antigues creences. A la foto, el monestir de Santa Ana a Lazkao

Fins i tot les campanes, sent creació dels ferrers, tenen poders màgics. El so de les campanes de les basíliques va esvair les bruixes (en altres temps es deia que va esvair les lamines). Més concretament que poders màgics, és testimoni del poder del Déu catòlic. En molts països van ser segrestats per desviar o destruir tempestes.
A Los Arcos, del 3 de maig al 14 de setembre, cada dia, anunciant el migdia, hi havia la tradició de tocar les campanes de l'Església de Santa Maria. Aquest costum, anomenat Tentenublo, és el so d'una campana que es feia amb la intenció d'allunyar les tempestes de calamarsa.
Cal dir que antigament les campanes indicaven la necessitat de reservar les hores, per resar, per exemple, o anunciaven algun esdeveniment que calia conèixer al barri (batejos, casaments, funerals, incendis i altres).

Per tal que exercissin correctament les seves funcions protectores, es beneïen les campanes i s'hi escrivia una "fórmula" o una altra com les estimades. Per exemple, en una campana del monestir de Santa Ana a Lazkao hi ha escrit:
| « | SAN JUAN BAUTISTA, ORA, PRO NOBIS SAN JOAQUIN Y SANTA ANA, ORA PRO NOBIS | » |

I a Urnieta, a Pamplona l'any 1938, es pot llegir en una campana:
| « | PROTEGE SAN MIGUEL A FRANCO SALVADOR DE ESPAÑA | » |

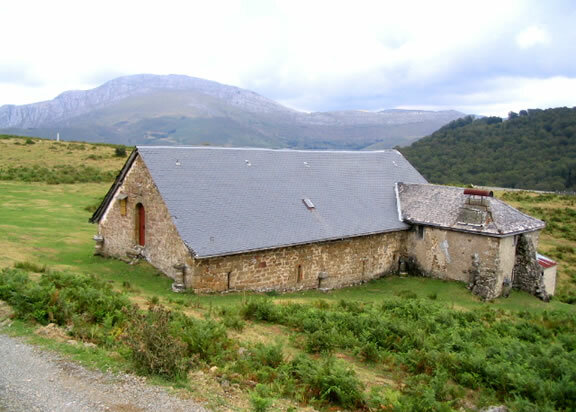
Segons la llegenda, l'església del Salvatore és una capella en si mateixa, però el so de la seva campana va ser suficient perquè Basajaun l'olorés.

Una llegenda molt estesa a la Baixa Navarra parla del poder de la campana de l'església de Salvatore:
A l'església de Salvatore hi havia una antiga cúpula daurada, regal d'un poderós senyor. Basandere desitjava la beata i va voler il·luminar la seva cova. Basajaun va tenir un dia per complaure la seva dona.
Un pastor jove i treballador volia ser amic de Basajaun i cada cop que apareixia a la muntanya el saludava i de tant en tant li regalava un formatge. Basajaun va acceptar aquests regals com un signe de benestar i amistat. Més tard va començar a córrer amb les ovelles i li agradaven més les negres.
Aleshores el pastor li va regalar una ovella negra i Basandere va preparar un bon àpat amb aquella ovella per a ells tres mentre encenia el canelobre. Després de l'àpat, a causa del vi, la parella es va adormir, pensant que era el moment adequat, el pastor va agafar el ferrer i va fugir. El propietari aviat es va adonar de la mancança i el pastor va anar darrere del valent per atrapar-lo.
Quan estava a punt de ser atrapat, prop de l'església de Salvatore, el jove va començar a cridar:
- Salvatore! Mira què vol dir, ajuda'm!
La campana de l'església va començar a sonar i Basajauna va haver de renunciar a la seva captura dient:
- És millor que aquest paio et pegui!
Així va ser com el guàrdia va tornar a l'església de Salvatore.

#### El miracle de la creu de ferro.

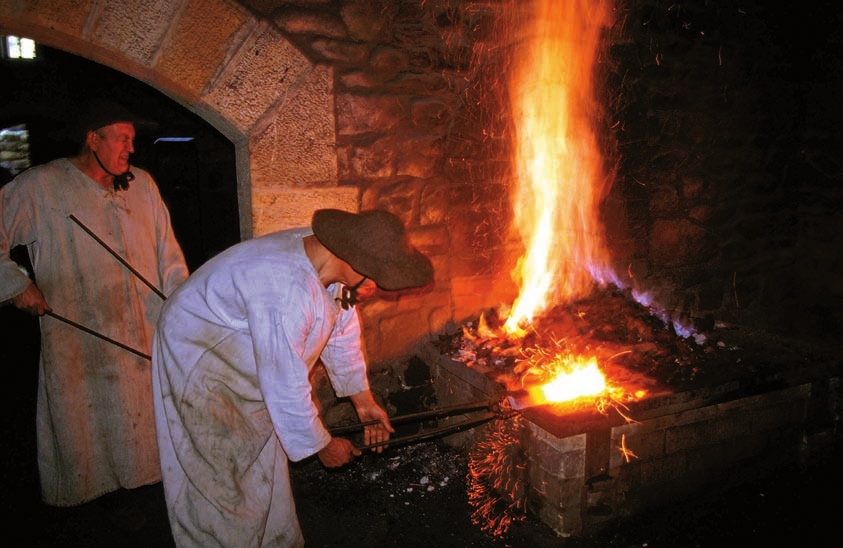
La farga Mirandaola de Legazpi va ser testimoni d'un miracle cristià l'any 1589

El 3 de maig de 1580 va tenir lloc un miracle cristià a la farga Mirandaola de Legazpi. Com que era diumenge i tenien molta feina, en comptes d'anar a missa, els obrers locals van decidir continuar treballant a la farga. Van treballar tot el dia, però de les 600 lliures previstes, només van obtenir una peça de ferro en forma de creu que pesava entre 12 i 14 lliures. Ho van prendre com un avís de Déu i l'any 1633 el bisbe de Pamplona va considerar el que va passar com un miracle.

## Paritat amb Sant Dunstan

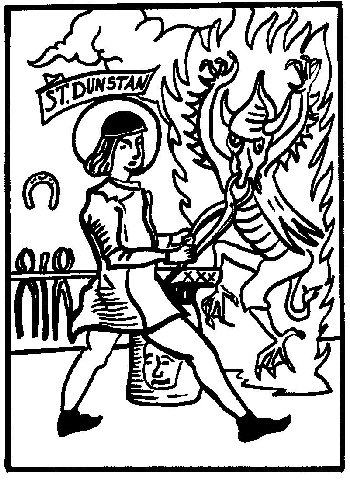
St. Dunstan atenyent el nas del diable amb unes tenalles

Després de la mort de Sant Dunstan (909-988†), bisbe de Canterbury, patró dels orfebres, es van començar a explicar les seves llegendes miraculoses, una de les més famoses diu que el diable es va acostar a Dunstan i li va demanar que li posés ferradures als peus. Dunstan va dir al diable que l'havia de lligar a la paret per fer bé la seva feina, i aleshores Sant Dunstan va començar a clavar-li ferradures als peus, cosa que va ser tan dolorós que el Diable va jurar que faria el que li manava. Sant Dunstan li va ordenar que no entrés a les cases amb una ferradura clavada a la porta. Aquest pot ser l'origen de la ferradura de la sort.

## Altres
L'any 2017 el cineasta vitorià Paul Urkijo va gravar una pel·lícula anomenada Errementari basada en aquesta llegenda.